# Día de la Bandera de Andalucía

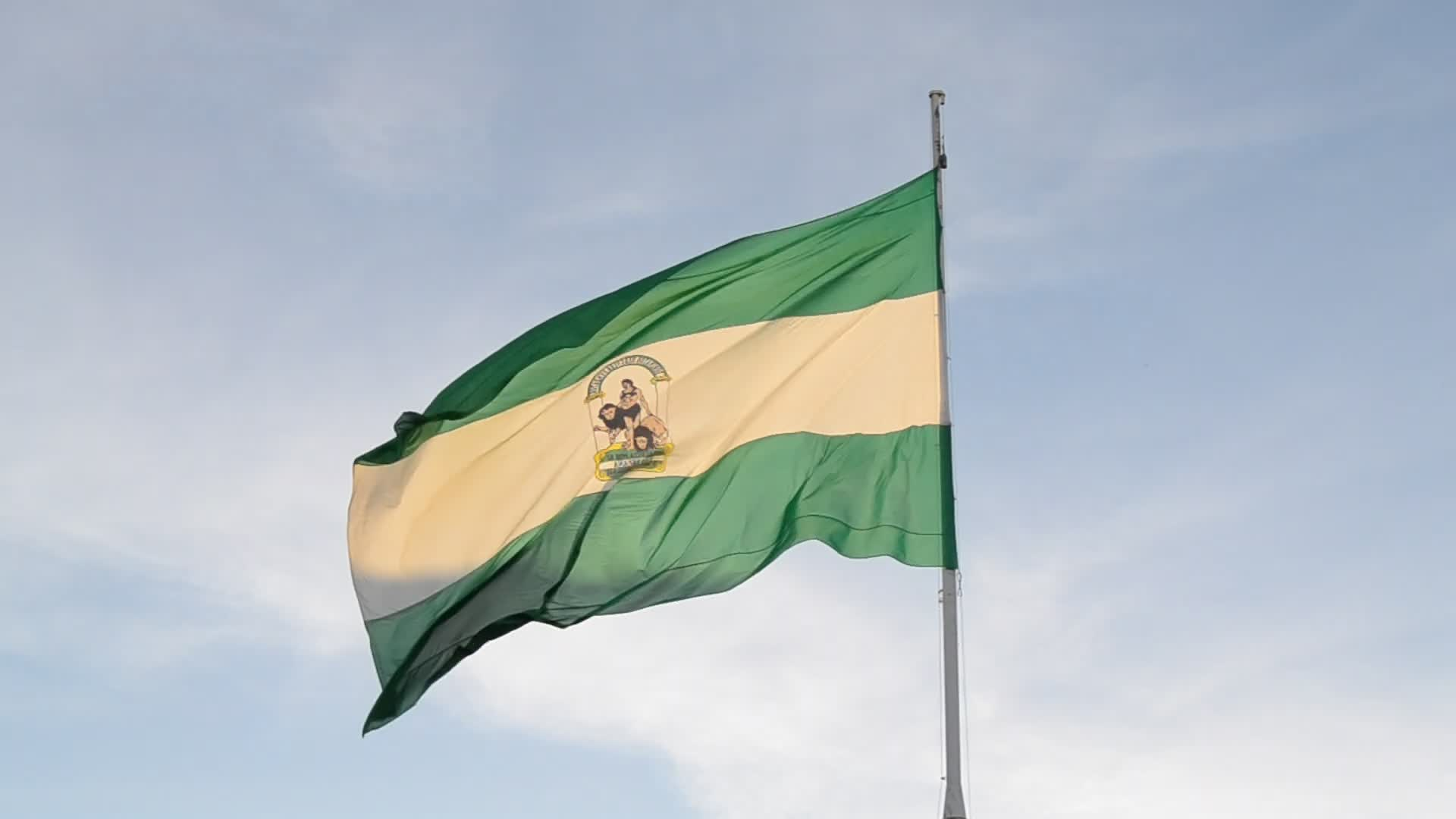
Bandera de Andalucía

El Día de la Bandera de Andalucía tiene lugar cada 4 de diciembre en la comunidad autónoma de Andalucía, España. En la sesión de control del Parlamento Andaluz celebrada el 28 de octubre de 2022 el presidente del gobierno autonómico, Juanma Moreno, declaró su intención de aprobar un decreto ley que establecería el 4 de diciembre como Día de la Bandera de Andalucía
Fue escogida esta fecha por las manifestaciones que tuvieron lugar el 4 de diciembre de 1977 a favor de la autonomía de Andalucía. Durante ese día cerca de dos millones de andaluces salieron a las calles de las principales ciudades de Andalucía y en lugares con un gran número de inmigración andaluza.
El 4D también conmemora la muerte del manifestante Manuel José García Caparrós a manos de la policía durante la manifestación autonomista de Málaga.